# Jason Cope
Jason Cope, noto anche come  Benoit Franc (...), è un attore sudafricano.

## Biografia
È maggiormente ricordato per il ruolo di  Grey Bradnam nel film District 9.

## Filmografia parziale
- Alive in Joburg (2006)
- Flood (2007)
- Doomsday - Il giorno del giudizio (2008)
- District 9 (2009)
- Sirene - Il mistero svelato (2012)
- Dredd - Il giudice dell'apocalisse (Dredd) (2012)